# 関東大震災犠牲同胞慰霊碑
関東大震災犠牲同胞慰霊碑 （かんとうだいしんさいぎせいどうほういれいひ、朝: 관동대지진 희생 동포위령제）は、関東大震災の混乱の中で自警団に殺害された多数の朝鮮系日本人（関東大震災朝鮮人虐殺事件）を追悼するために千葉県船橋市に建立された石碑である。

## 慰霊碑について

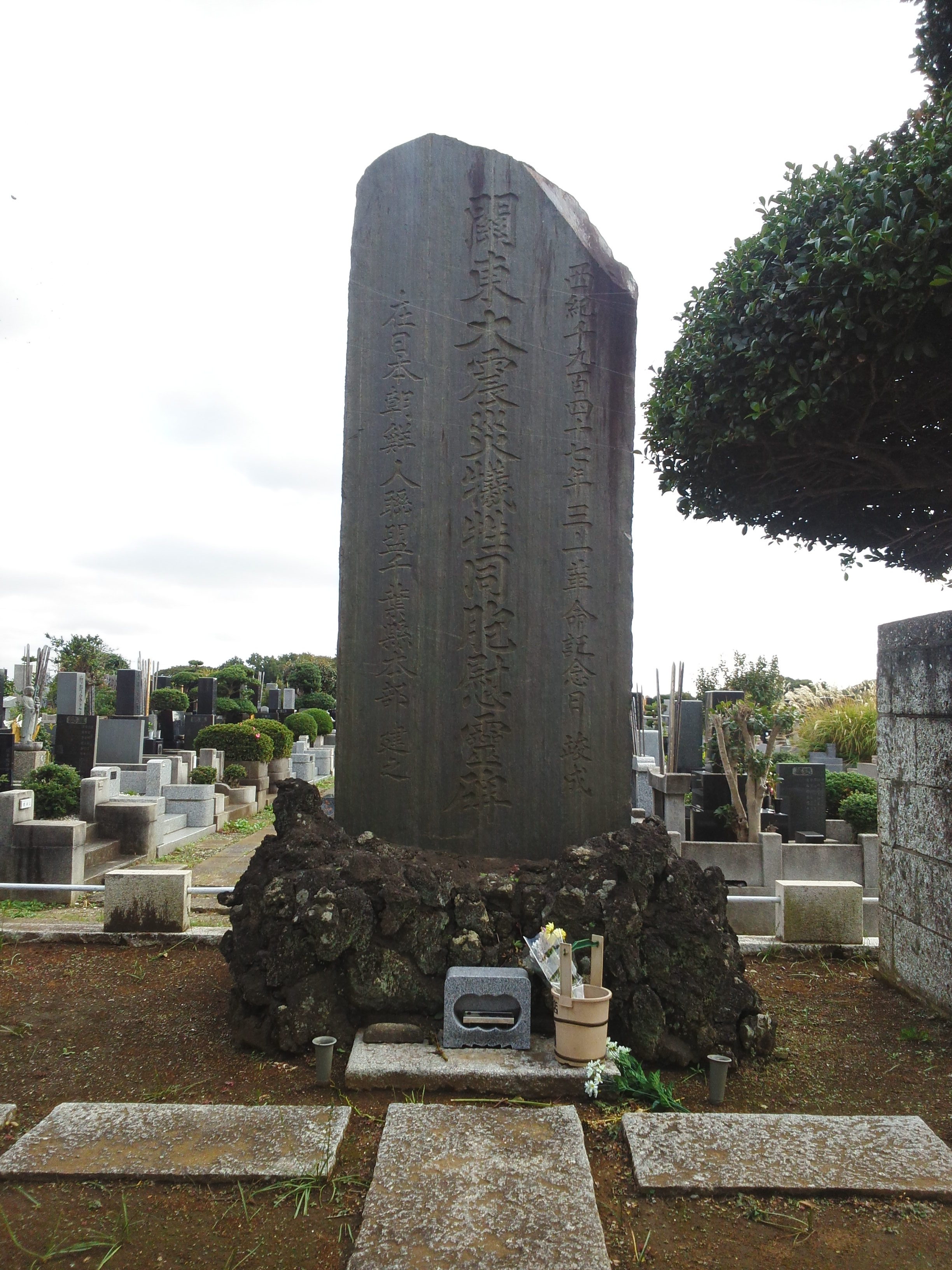
関東大震災犠牲同胞慰霊碑、船橋市馬込霊園内

この石碑は、関東大震災時に被害にあった在日朝鮮人の追悼のために在日朝鮮人連盟中央本部によって建立されたもので、千葉県船橋市立馬込霊園内（霊園入口から100mほどの右手）の一角にある。この石碑は船橋市本町にあったものが、1963年に現在の位置に移設された。
石碑の高さは5m、幅は2mほどで、石碑の裏面には
裏面には、漢字と朝鮮語で
と刻まれている。
同様の物が、同県八千代市高津の観音寺にも建立されている。

## 法界無縁塔について
慰霊碑の左手には高さ70 - 80cmの「法界無縁塔」がある。これは1924年9月1日に船橋仏教会を中心とした有志が、殺された朝鮮人を供養するために建てたもので、1967年に船橋市本町2丁目816番地の火葬場から現在の場所に移された。その際、遺骨の発掘がおこなわれ、約百体分の遺骨が収集された。目撃者の証言によると、1923年9月4日に、船橋駅北口付近の天沼で、53人の朝鮮人が殺害され、遺体は付近の火葬場の側に埋められたが、朝鮮の相愛会の人が調査にくるということで、遺体を掘り返して火葬し、再び付近の田んぼに埋められたという。

## 交通
東武野田線馬込沢駅より、徒歩17,18分